# رولا حمادة
رولا حمادة (31 مارس 1961-) ممثلة لبنانية حاصلة على الجنسية الكندية 

## حياتها ومشوارها المهني
ولدت في بيروت ،حاصلة على شهادة دراسات عليا في إدارة الأعمال انطلاقتها كانت أوائل الثمانينات عندما قامت بأخذ دور في أحد الأفلام اللبنانية
شاركت في بدايتها عام 1984 في برنامج «أغاني ومعاني» على شاشة تلفزيون لبنان مع الممثل الكوميدي اللبناني المعروف إبراهيم مرعشلي وكانت وجها جديدا حينها.
كان البرنامج يحمل عدة مشاهد مضحكة بين زوجين في مشاكلهما اليومية، لينتهي باستضافتهما لشخصية فنية ويتحوّل إلى سهرة مع نجم لبناني . يسألان ويضحكان ويتعامل معهما الضيف كزوجين فعلاً ولطالما دخل النجم الضيف في لعبة المشكل الزوجي القائم.
آثرت حمادة ترك لبنان عام 1990 مهاجرة إلى كندا حيث يقيم معظم افراد عائلتها واستقرت فيها سنوات، ثم عادت إلى لبنان عام 1994 مشارِكة بعمل اشتهر محلياً وامتد على مدار 176 حلقة تلفزيونية للكاتب شكري أنيس فاخوري بعنوان العاصفة تهب مرتين 

### حياتها الأسرية
تزوجت من رجل كندي الجنسية يدعى  شون 
بعد انتقالها للعيش في كندا رزقت بإبنها الوحيد الذي اسمته «زمن» عام 2004

## أعمالها

### في التلفزيون
- (2023):كريستال بدور «رحاب»
- (2020): من الآخر
- (2019): بردانة أنا
- (2019): خمسة ونص بدور «سوزان»
- (2018): ثورة الفلاحين
- (2018):حدوتة حب (خماسية شهر عسل)
- (2018): وإذا كان مرا[16]
- (2017): ورد جوري
- (2017): الشقيقتان
- (2016): سوا بدور ناديا
- (2014): حلاوة الروح
- (2014): تحالف الصبار
- (2013): وأشرقت الشمس
- (2013): جذور
- (2012): الأرملة والشيطان
- (2011): غلطة معلم
- (2008): جبران
- (2008): فارس الاحلام
- (2006): الملاك الثائر: جبران بدور باربارا
- (2004): فاميليا ج2
- (2001): فاميليا ج1
- (1997): نساء في العاصفة بدور نهلة
- (1995): العاصفة تهب مرتين
- (1990): الطريق الفرعيه بدور سعاد

### في السينما
- (2017): بالأبيض[17]
- (2015): لاونج بيروت
- (2012): المحطة الأخيرة
- (2011): نقطة فاصلة
- (2011): مازلت معي يا ولدي
- (2010): قميص الصوف
- (2009): جبران
- (2008): شربل
- (1995): الحرديني
- (1985): الفاتنة والمغامر
- (1984): الغجرية والأبطال
- (1982): الصفقة
- (1981): نساء في خطر

### في المسرح
- (2019): رسالة إلى آن فرانك [18]
- (2017):ولو داريت حبك عني
- (2016): حبيبي مش قاسمين[19]
- (2014): عودة الست لميا
- (2013): رسالة حب
- (1999):ثلاث نسوان طوال[20]
- (1999):التخت
- (1998): المصطبة[21]
- (1996):جبران[22]

### تقديم البرامج
- (2001):كالسيف القاطع[23]
- 2001: كل ليلة عيد[24]

## روابط خارجية
- رولا حمادة على موقع قاعدة بيانات الأفلام العربية